# Il mago di Earthsea
Il mago di Earthsea (A Wizard of Earthsea), noto anche col titolo Il mago, è un romanzo della scrittrice statunitense Ursula K. Le Guin, pubblicato da Parnassus Press nel 1968 e tradotto in italiano da Roberta Rambelli per Editrice Nord nel 1979.
Il romanzo ha vinto il Boston Globe-Horn Book Award nel 1969, il Lewis Carroll Shelf Award nel 1979, lo Złota Sepulka, assegnato in Polonia nel 1984 ed è stato inserito da TIME's tra i cento migliori libri fantasy di tutti i tempi.

## Trama
Il protagonista inizia in questo libro il cammino che lo porterà a diventare un mago della scuola di Roke.
Nel primo libro, Ged, fa il suo ingresso nel mondo di Earthsea, un mondo composto da centinaia di isole che formano un gigantesco arcipelago.
Durante la sua adolescenza il ragazzo viene cresciuto dall'anziana del suo villaggio (sua zia) che diventa la sua prima insegnante. Un giorno il suo villaggio viene attaccato da un gruppo di predoni ed egli usa i suoi poteri per generare un banco di nebbia capace di sconfiggere gli assalitori. Il racconto della sua impresa si diffonde in lungo e in largo, raggiungendo infine l'orecchio di un saggio mago, Ogion il Taciturno. Egli riconosce che il ragazzo è così potente che deve essere istruito e guidato affinché non diventi un pericolo per sé stesso e per gli altri; così l'indisciplinato giovane cresce sotto la guida del suo paziente maestro. Al termine del suo apprendistato Ged si trova di fronte a una scelta: rimanere con Ogion o andare sull'isola di Roke, dove si trova la più grande scuola di magia di Earthsea; nonostante il ragazzo si sia affezionato al vecchio, è irresistibilmente attratto dal fascino dell'avventura e del mistero e decide di recarsi sull'isola.
Nella scuola, Ged amplia le sue conoscenze e il suo talento, ma il suo orgoglio e la sua arroganza crescono ancora più velocemente della sua abilità e tenta un'impresa incredibile e pericolosa: l'evocazione di uno spirito dal mondo dei morti. Durante l'esecuzione della magia qualcosa va storto e una creatura sconosciuta viene traslata su Earthsea e con violenza lo attacca, ferendolo sul volto. La vita di Ged viene salvata dall'Arcimago Nemmerle che usa tutta la sua forza vitale per bloccare l'essere, morendo poco dopo lo scontro.
Il giovane è divorato dal senso di colpa, ma dopo un doloroso e lento recupero, riesce a diplomarsi. Normalmente, i maghi di Roke sono molto ricercati da principi e ricchi mercanti, ma il nuovo Arcimago decide di inviarlo su una povera isola, per proteggere gli abitanti da un potente drago e dalla sua progenie.
Non potendo sconfiggere direttamente il mostro, egli cerca nelle vecchie storie il suo vero nome al fine di poterlo dominare: la sua ricerca rende i frutti e riesce a costringere il drago (e i suoi figli) a fare voto di non creare problemi agli isolani. Dopo la permanenza sull'isola, il mago viene attaccato diverse volte dall'ombra da lui evocata: non sapendo come sconfiggerla, e per non far correre pericoli ai locali, cerca di tornare alla sicurezza di Roke, ma la magica protezione di vento creata dai maghi spinge via la nave.
Sceglie quindi di affidarsi al caso e si imbarca su un vascello diretto ad Oskill e si fa guidare da un compagno conosciuto sull'imbarcazione al castello del Terrenon; la sua guida si rivela presto essere però posseduta dall'ombra che, prima che Ged possa attaccarla, pronuncia il suo vero nome, privandolo di qualsiasi facoltà magica. Ged è quindi costretto a fuggire e riesce a raggiungere il castello del Terrenon, dove viene soccorso e dove riprende le forze. Dopo aver scoperto che il Lord del castello vuole schiavizzarlo al suo volere, Ged scappa tramutandosi in falco e torna dal suo vecchio maestro, Ogion, che con i suoi consigli riesce a fargli trovare il coraggio necessario per dare la caccia all'ombra: ora la preda diviene cacciatore.
Durante la traversata in mare il mago si confronta nuovamente con la sua ombra e per un soffio non annega: dopo che la sua imbarcazione si schianta su alcuni scogli, riesce a raggiungere una piccola isola vicina. Il lembo di terra è abitato solo da due persone anziane, un uomo e sua sorella, che vi hanno vissuto così a lungo che hanno dimenticato che esiste un mondo esterno popolato da altre genti.
Pian piano Ged riacquista le forze, costruisce un'altra barca con l'aiuto della magia e il giorno della partenza riceve dalla coppia un dono: un anello mezzo rotto. Tornato in mare, incontra Vetch, il suo unico amico nella scuola di Roke che lo aiuta a rintracciare l'ombra e a duellare con essa; anche se alcuni dei suoi insegnanti ritenevano che la creatura fosse priva di un vero nome, Ged scopre che in realtà essa non è altri che il suo lato di tenebra, una parte di sé e pertanto decide di far diventare un solo individuo i due Ged.

## Edizioni
- Il mago di Earthsea, traduzione di Roberta Rambelli, Fantacollana 27, Editrice Nord, 1979,  p. 190, ISBN 88-429-0469-4.
- Il mago, traduzione di Ilva Tron, Superjunior 12, Arnoldo Mondadori Editore, 1989,  p. 216, ISBN 88-043-2835-5.
- Il mago, traduzione di Ilva Tron, I Miti Junior 15, Arnoldo Mondadori Editore, 1996,  p. 250, ISBN 88-044-2190-8.
- Il mago, traduzione di Ilva Tron, Junior Fantasy 13, Arnoldo Mondadori Editore, 1999,  p. 216, ISBN 88-044-6316-3.
- Il mago di Earthsea, traduzione di Ilva Tron, Arnoldo Mondadori Editore, 2002,  p. 256, ISBN 88-045-0739-X.
- Il mago di Earthsea, traduzione di Ilva Tron, Oscar Bestsellers 1532, Arnoldo Mondadori Editore, 2005,  p. 252, ISBN 88-045-4310-8.